# سیریل اکسلی
سیریل اکسلی (انگلیسی: Cyril Oxley؛ زادهٔ ۲ مهٔ ۱۹۰۴) بازیکن فوتبال اهل بریتانیا است.
از باشگاه‌هایی که در آن بازی کرده‌است می‌توان به باشگاه فوتبال چسترفیلد و باشگاه فوتبال لیورپول اشاره کرد.